# Наваф аль-Ахмед аль-Джабер ас-Сабах
Шейх Наваф аль-Ахмед аль-Джабер ас-Сабах (араб. نواف الأحمد الجابر الصباح‎; 25 червня 1937 — 16 грудня 2023) — шістнадцятий емір Кувейту (2020—2023).
Однокровний брат колишнього еміра Кувейту Сабаха IV. Був призначений спадковим принцем 7 лютого 2006 року в порушення традиції родини ас-Сабах, відповідно до якої чинний емір і спадковий принц представляють її різні гілки — аль-Ахмад і ас-Салім.

## Біографія
Шейх Наваф аль-Ахмед аль-Джабер ас-Сабах народився 25 червня 1937 року в місті Ель-Кувейт. Він — син покійного еміра шейха Ахмада I та його дружини Ямах. Після здобуття середньої освіти він навчався в університеті у Великій Британії.
Губернатор провінції Хаваллі (12 лютого 1962 — 1978); міністр внутрішніх справ (12 березня 1978 — 1988); міністр оборони (26 січня 1988 — 1991). Після звільнення Кувейту він був призначений 20 квітня 1991 року на посаду міністра соціальних справ і зайнятості (обіймав ту посаду до 17 жовтня 1992 року). Пізніше — заступник командувача Національної гвардії (1994—2003), міністр внутрішніх справ (вдруге: 13 липня 2003 — 9 лютого 2006).
Заступник прем'єр-міністра (від 13 липня 2003 року), перший заступник прем'єр-міністра (від 16 жовтня того ж року).
29 вересня 2020 помер його брат Сабах (1929—2020), того ж дня його було проголошено новим еміром Кувейту.

## Особисте життя
Наваф одружився з Шаріфою Сулейман Аль-Джасем Аль-Ганім, дочкою Сулеймана Аль-Джасем Аль-Ганім від його дружини, Рукайя бінт Абдулла Аль-Абд Аль-Раззак. У них четверо синів і дочка.

## Здоров'я та смерть
У 2021 році повідомлялося, що Наваф проходив лікування в США від невизначеного захворювання.
29 листопада 2023 року Навафа було госпіталізовано через проблеми зі здоров'ям. Він помер 16 грудня у віці 86 років, його наступником на посаді еміра став його зведений брат Мішал.